# 施大宁
施大宁（1965年4月—），男，汉族，安徽黄山人，中华人民共和国政治人物。现任南京航空航天大学副校长，教授，博士生导师。第十三、十四届全国政协委员。